# Hippodamia parenthesis
Hippodamia parenthesis – gatunek chrząszcza z rodziny biedronkowatych.
Gatunek ten opisany został po raz pierwszy w 1824 roku przez Thomasa Saya pod nazwą Coccinella parenthesis.
Chrząszcz o wydłużonym i lekko przypłaszczonym ciele długości od 3,75 do 5,6 mm i szerokości od 2,25 do 4,5 mm. Przedplecze jest jasne z czarną łatą, która jest wcięta na przodzie i opatrzona jasną plamą u nasady. Pokrywy są jaskrawo pomarańczowe lub czerwone z czarnym nakrapianiem, często pozlewanym w części tylnej, a niekiedy zanikłym w przedniej. Brzegi pokryw ani wierzchołkowa część ich szwu nie są nigdy czarne. Epimeryty śródtułowia są w całości ubarwione żółto. Odnóża odznaczają się pazurkami stóp zaopatrzonymi w bardzo blisko siebie rozmieszczone ząbki.
Zarówno larwy, jak i imagines są drapieżnikami żerującymi na mszycach (afidofagia).
Owad nearktyczny, rozprzestrzeniony jest od linii łączącej Alaskę i kanadyjską Nową Szkocję na północy po linię łączącą Kalifornię i Karolinę Południową na południu.